# BL del Llangardaix

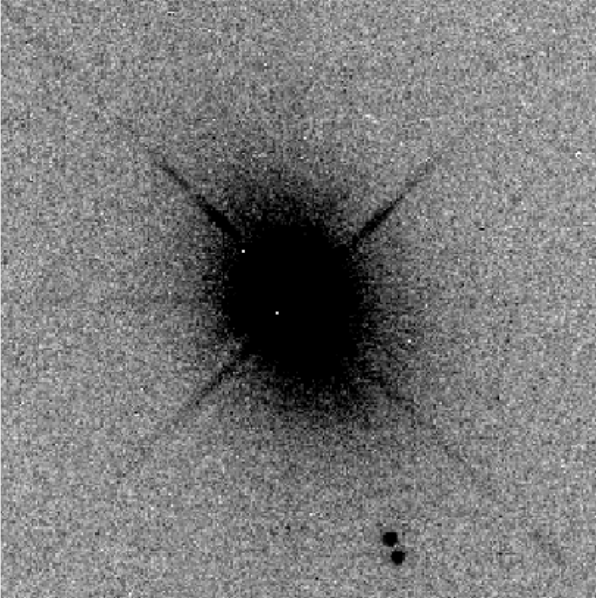
Imatge de la galàxia presa pel telescopi Hubble.

BL del Llangardaix és un galàxia activa (AGN) associada a una potent radiofont que s'hi troba a la constel·lació del Llangardaix. Inicialment va ser catalogada com a estel variable irregular per l'astrònom Cuno Hoffmeister en la dècada de 1920, rebent una designació d'estel variable el 1941. En la dècada de 1970 es va descobrir que el nucli actiu de BL del Llangardaix estava incrustat en una galàxia el·líptica de lluentor tènue, la llum de la qual normalment estava eclipsada pel nucli.
La magnitud aparent de BL del Llangardaix varia entre 12,5 i 17 en períodes curts de temps. Històricament, s'han observat variacions de més de 5 magnituds en intervals curts. D'altra banda, s'ha estudiat microvariabilitat en temps molt curts, menys d'1 hora, detectant-se variacions d'1 magnitud. Situada a uns 1000 milions d'anys llum de la Via Làctia, BL Lacertae s'allunya de nosaltres a 20.000 km/s.
BL del Llangardaix dona nom a un tipus de blàzar anomenats Objectes BL Lacertae o simplement Objectes BL Lac. Es caracteritzen per un espectre òptic desproveït punt de línies d'absorció com de les amples línies d'emissió característiques dels quàsars.